# Grand Perron des Encombres
Le Grand Perron des Encombres est un sommet de France situé en Savoie, dans le massif de la Vanoise.

## Géographie
La montagne est située entre la Maurienne au sud et la vallée des Belleville, vallée latérale à celle de la Tarentaise, au nord. Culminant à 2 824 mètres d'altitude, elle est entourée par le col des Parchets (2 505 mètres) et par-delà la cime Noire (2 626 mètres) au nord, le Petit col des Encombres (2 329 mètres) et par-delà le Perronnet (2 370 mètres) et le col des Encombres (2 336 mètres) au sud-est ainsi qu'une crête jalonnée du Petit Perron (2 699 mètres), le Château d'Aubert (2 652 mètres), le col du Bonhomme (2 412 mètres), le signal du Génie (2 525 mètres), le pic du Génie (2 510 mètres), la Croix des Têtes (2 491 mètres) et le Bec de l'Aigle (2 007 mètres) au sud.
Le sommet est accessible par un sentier de randonnée sur son adret depuis le Petit col des Encombres. Il est marqué d'une croix et comporte également une table d'orientation.
La montagne est un crêt constitué de calcaires du Jurassique inférieur.

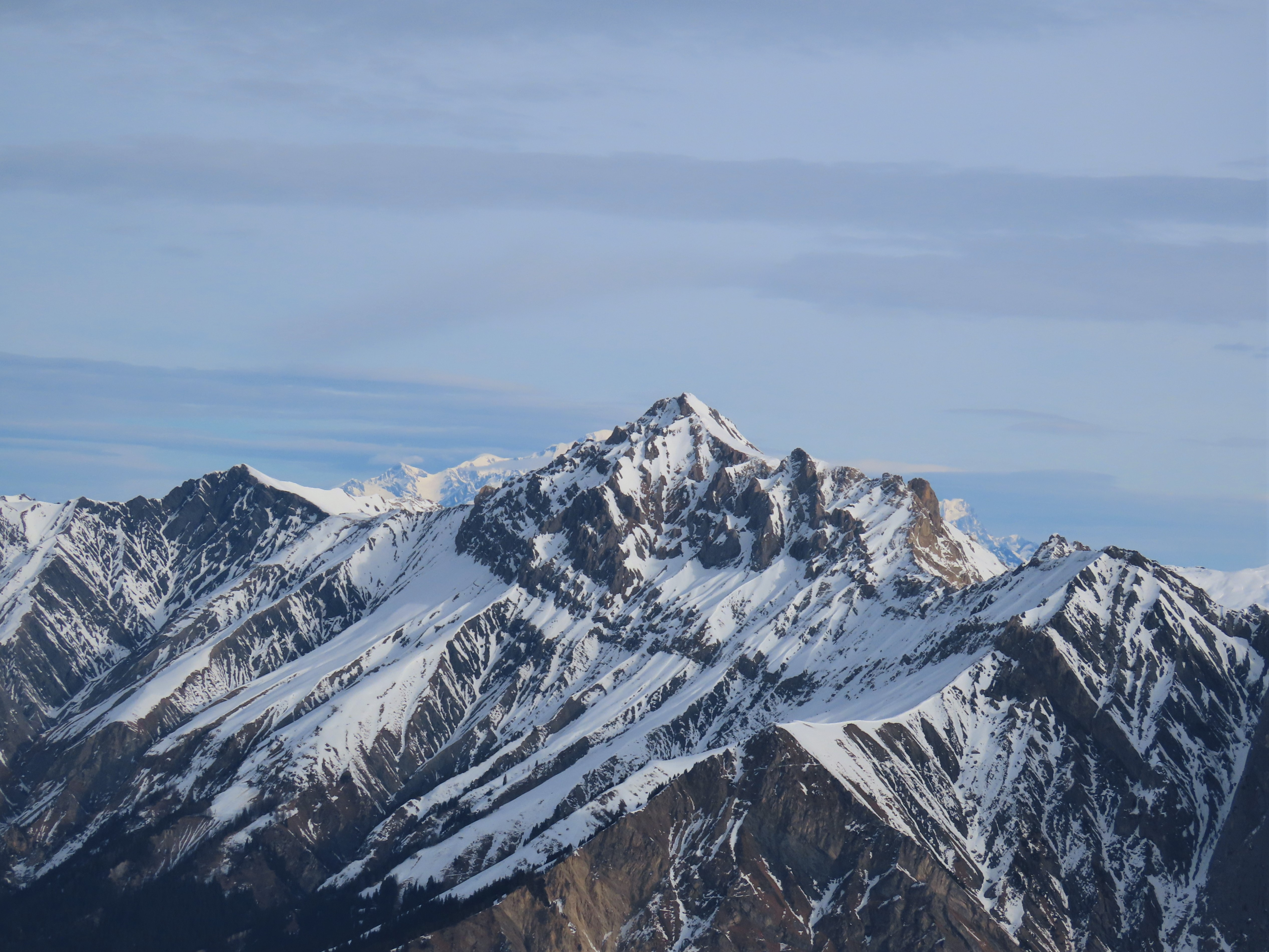
Vue hivernale du Grand Perron des Encombres depuis la tête d'Albiez-le-Vieux au sud-ouest.